# Rainald Goetz
Rainald Maria Goetz, född 24 maj 1954 i München, är en tysk författare och dramatiker. Han doktorerade i historia och medicin innan han 1983 debuterade med romanen Irre ("Galen") på Suhrkamp Verlag. Goetz har sedan debuten mottagit ett stort antal priser, däribland Georg Büchnerpriset år 2015. År 2018 tilldelades han Förbundsrepubliken Tysklands förtjänstorden
På svenska finns berättelsen Rave från 1998, utgiven på It-Lit förlag och i Mats O. Svenssons översättning.